# Eeva Kuuskoski
Eeva Maija Kaarina Kuuskoski (née le 4 octobre 1946 à Aura ) est une femme politique finlandaise,,. 

## Biographie
Eeva Kuuskoski obtient son diplôme de fin d'études secondaires à l'école mixte d'Elisenvaara en 1966. 
Elle étudie à l'Université de Turku et obtient une lisiensaatti en médecine en 1972.
Eeva Kuuskoski a obtenu son doctorat en pédiatrie à la fin de 1982. 
Elle a auusi étudié les sciences sociales à l'Université de Turku, notamment la sociologie, la politique sociale, l'économie et la philosophie.

## Carrière politique
Eeva Kuuskoski est députée du parti de la coalition nationale de 1979 à 1980, puis députée du parti du centre de 1980 à 1995 pour la circonscription du Sud de Turku,.
Eeva Kuuskoski est Ministre des Affaires sociales et de la Santé des gouvernements Sorsa IV (1983-1987) et Aho (1991-1992),.